# Phytodietus elegans
Phytodietus elegans là một loài tò vò trong họ Ichneumonidae.